# Wriakhörnsee

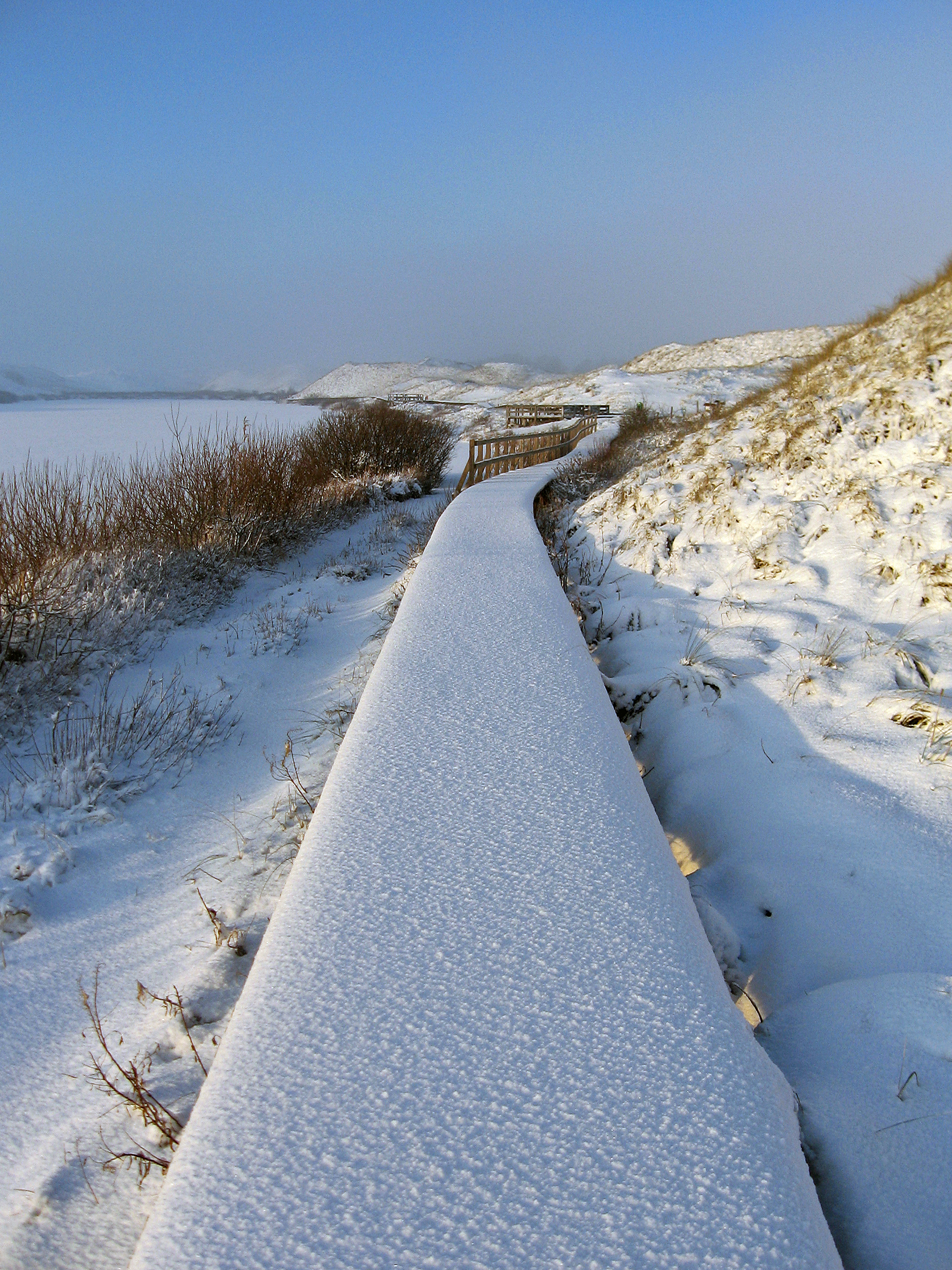
Bohlenweg zum Wriakhörnsee (2010)

Der Wriakhörnsee ist ein Dünensee auf der Nordseeinsel Amrum.

## Geographie
Der Wriakhörnsee liegt im Westen der Gemarkung Wittdün.
Der See hat einen annähernd rechteckigen Umriss und erstreckt sich in West-Ost-Richtung.
Er ist maximal circa 550 Meter lang und maximal circa 80 Meter breit bei einer Wasserfläche von etwa 4 Hektar. 
Der Umfang beträgt rund 1300 Meter.
Gespeist wird der Wriakhörnsee durch Grundwasser und Regenwasser. 
Am Nordufer befindet sich ein Aussichtspunkt.
Nordöstlich vom Wriakhörnsee befindet sich eine Aussichtsdüne.
Nordwestlich vom Wriakhörnsee befindet sich ein weiterer Aussichtspunkt.
Am Südufer befindet sich der Kniepsand.